# Mohamed Borji
Mohamed Borji est un footballeur marocain né en 1981, il évolue au poste d'attaquant au Difaâ d'El Jadida. Son club formateur est le Tihad Sportif Club.

## Carrière
- 2003 - 2004 :  AS Salé
- 2004 - 2006 :  Wydad de Casablanca
- 2007 :  FAR de Rabat

- 2007 - 2008 :  Olympique de Safi (prêt d'un an)
- Depuis 2008 :  Difaâ d'El Jadida